# Kāne Milohai
Na mitologia polinésia, Kāne pode referir-se a Kane Milohai, pai da deusa Pele, ou a Tane, o deus das florestas e da luz. Veja Kane Milohai e Tane para mais detalhes.